# Храмовые двери

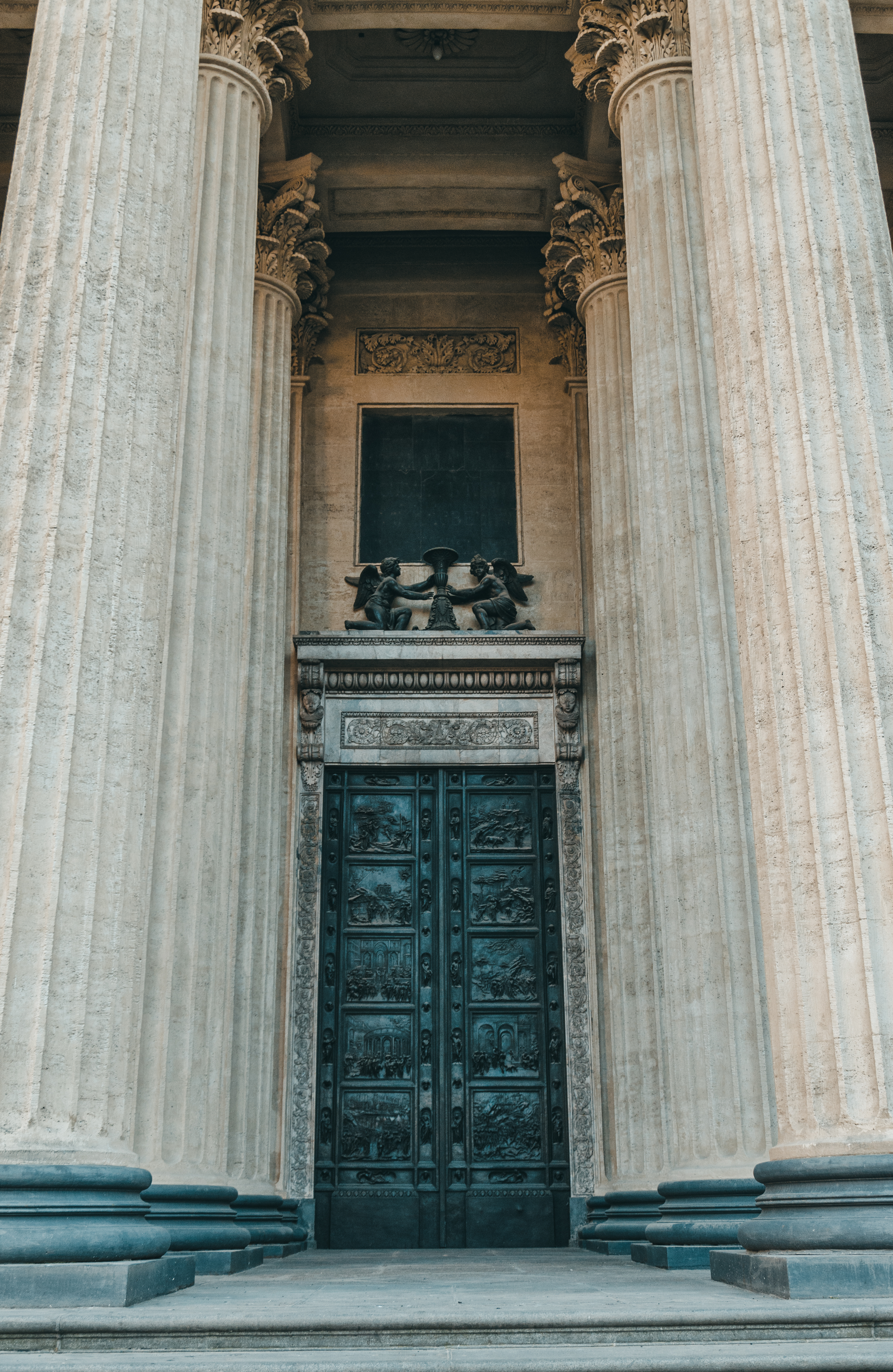
Главный портал петербургского Казанского собора с бронзовыми вратами, являющимися копией ренессансных «Врат рая» Лоренцо Гиберти. XIX век

Храмовые двери — парадные входные врата в христианскую церковь.
Имеют символическое значение, традиционно богато украшены, обычно выполнены из бронзы. Наиболее важными для истории искусства являются средневековые и ренессансные двери византийского, итальянского и немецкого происхождения. Представляли собой большую ценность, выполнялись лучшими авторами, подчас перемещались как трофей в новое здание.

## Сакральный смысл
Традиция украшения дверей христианских соборов сложилась под влиянием глубоко символической темы врат в священных текстах. Так, согласно Священному писанию, богато украшенные двери имел Храм Соломона. Также на сложение системы дверей христианского храма повлияла древнеримская традиция.
Врата храма символизировали мост веры для верующих, Врата Небесные. Двери церквей являются гораздо больше, чем просто утилитарными порталами для входа; они наполнены символизмом, представляя собой физическую границу между реальным миром и духовным миром. Христос сам по себе является аллегорией двери, пришествия (Ин 10:9: «Я есмь дверь: кто войдет Мною, тот спасется; и войдет и выйдет, и пажить найдет»; 10:17 «Я есмь дверь овцам»). Образ «врат затворённых» из видения пророка Иезекеииля, становится в христианстве поэтической метафорой, связанной с ликом Богородицы.
Христианский храм подобен кораблю, в нём должно быть три двери — указание на святую Троицу. По ранним текстам главные (Красные, Царские) врата базилики (западные) предназначались для входа императора, который входил в них, снимая оружие и отпуская охрану; через них же совершал парадный вход епископ. (Эти врата находились не снаружи храма, а соединяли притвор и наос, то есть они являются частью большого троедверия, куда входит входной портал, непосредственно двери в храм и иконостас). Со временем главные врата потеряли такое важное значение и название «царские» перенеслось на врата иконостаса. Южные врата — символ Входо-Иерусалимских врат, северные врата — символ тех, через которые Христос шёл на Голгофу, в символике христианского храма они означают начало земной и небесной славы Спасителя, и предназначены для входа простых верующих. (На Востоке врат быть не может, ибо Восток — это рай, и попасть туда можно только пройдя жизнь земную).

## Античность
Традиция масштабных бронзовых дверей христианского храма идет античности, однако обычно они не были украшены, это были визуально простые филенчатые двери.
В Риме первое развёрнутое упоминание о храмовых дверях находится в трактате Витрувия «Десять книг об архитектуре» (I в. до н. э.). Витрувий даёт чёткие инструкции, определяет размеры дверных полотен для всех видов ордерной системы, рассказывая, как математически чётко рассчитывается ширина, высота проёма, места сужений и расширений, толщина наличников, размеры филёнок. Вергилий в «Энеиде» описывает врата храма Аполлона, как обильно украшенные сюжетами мифологии.
Некоторые древнеримские двери сохранились:
- бронзовая дверь курии Юлия — место заседаний Сената (около 300 г. н. э.?), ныне в Латеранском дворце в Риме;
- шестиметровая дверь Пантеона (II или V век). (О неких вратах Пантеона также сообщается, что они царем вандалов Гейзерихом после разграбления Рима в 455 году были посланы в Африку и потонули в Средиземном море[8]).
- двери бывшего Храма Ромула на Форуме (307 год), ныне Церкви Козьмы и Дамиана.

По сообщению Анастасия в «Liber Pontificalis» папа Адриан I в VIII веке использовал древние бронзовые врата из Перуджи для своей Базилики святого Петра. В XIX веке сообщалось про эту же базилику, что «в древние времена здесь находись медные врата, привезенные будто бы из Храма Соломона».
В V веке последние римские двери были изготовлены из бронзы — это дверь времен папы Гилария для Латеранского баптистерия (до 468 г. н. э.), см. ниже.
В византийском Храме Святой Софии сохранилась т. н. «Прекрасная дверь» II века в южном вестибюле, вывезенная из языческого храма в Тарсе; а также другие бронзовые двери, в том числе «Врата часов» юго-западного вестибюля, отреставрированные при императоре Феофиле. В поздней античности и раннем Средневековье бронзовые двери ещё создавались в Константинополе: в соборе Святой Софии при Юстиниане I (527—565) и Феофиле (829—842). Возможно, в западной империи Меровингов также существовали бронзовые мастерские, однако дверей того периода не сохранилось.
Ротонда Гроба Господня в Иерусалиме, построенная императором Константином в IV веке, также имела бронзовые двери, состоявшие из двух створок, украшенных тремя кассетами, каждая из которых заключала в себе барельефы с изображением деяний Христа, и львиные головы-ручки.

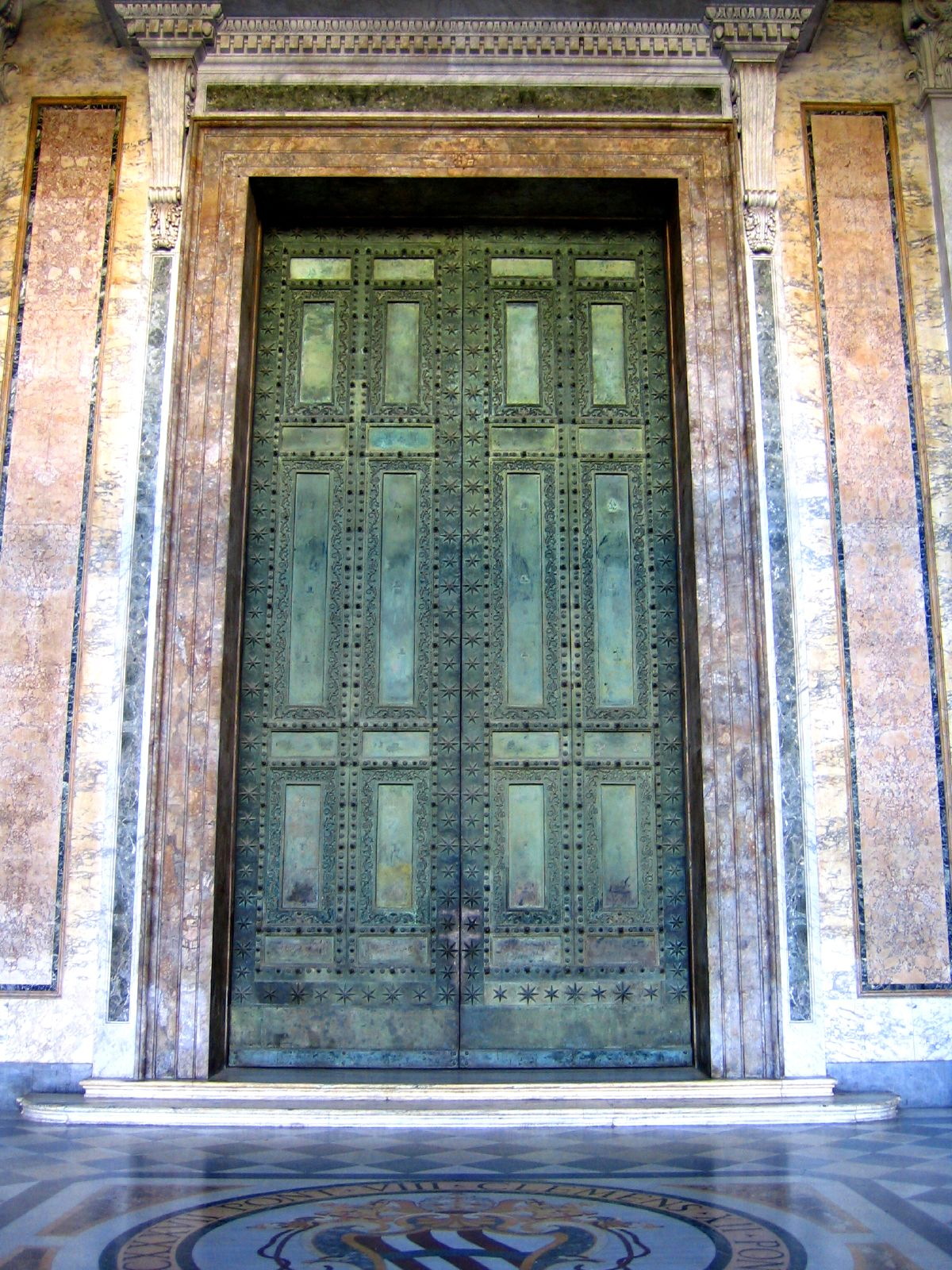
Дверь Сената
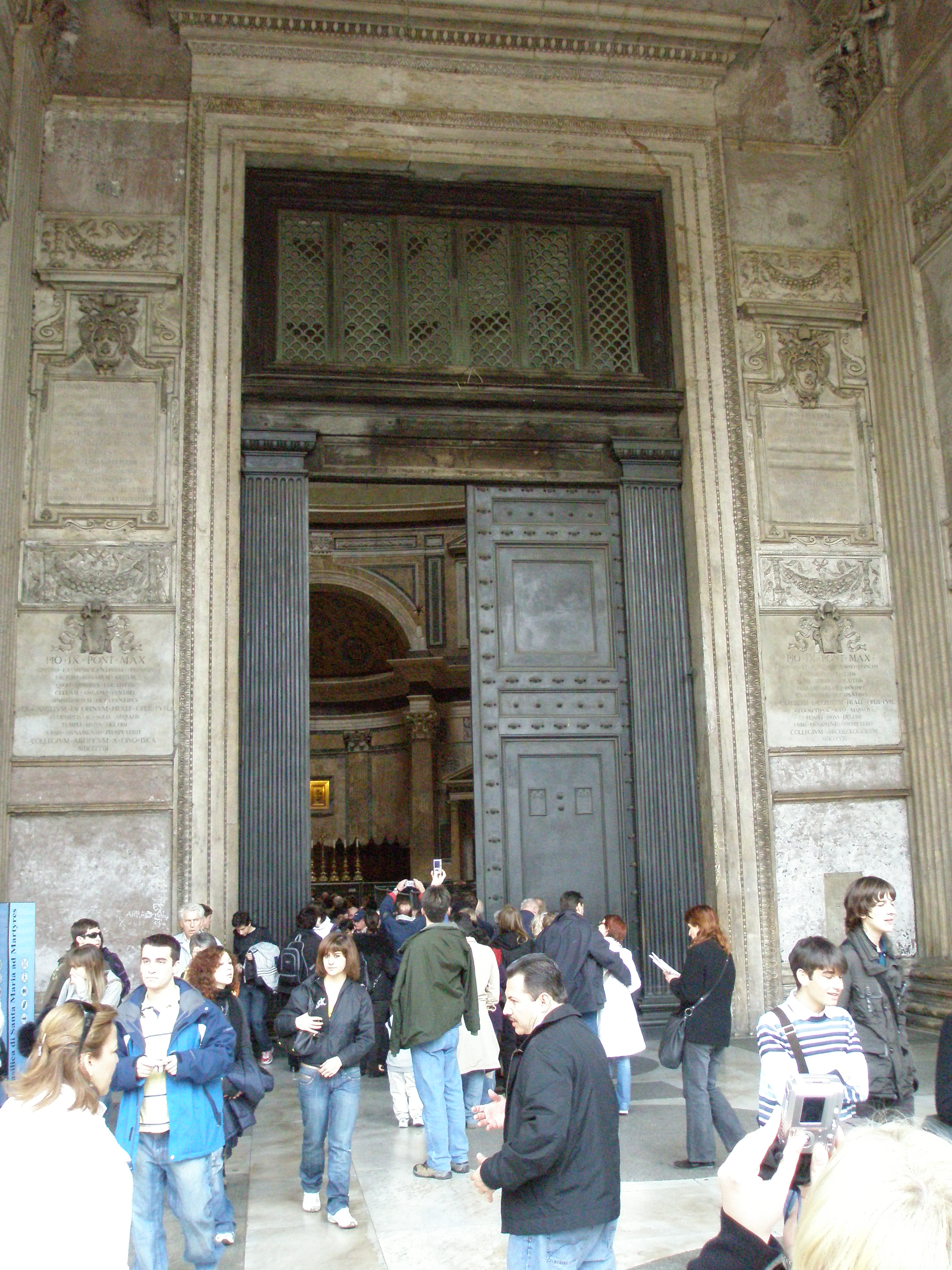
Дверь Пантеона
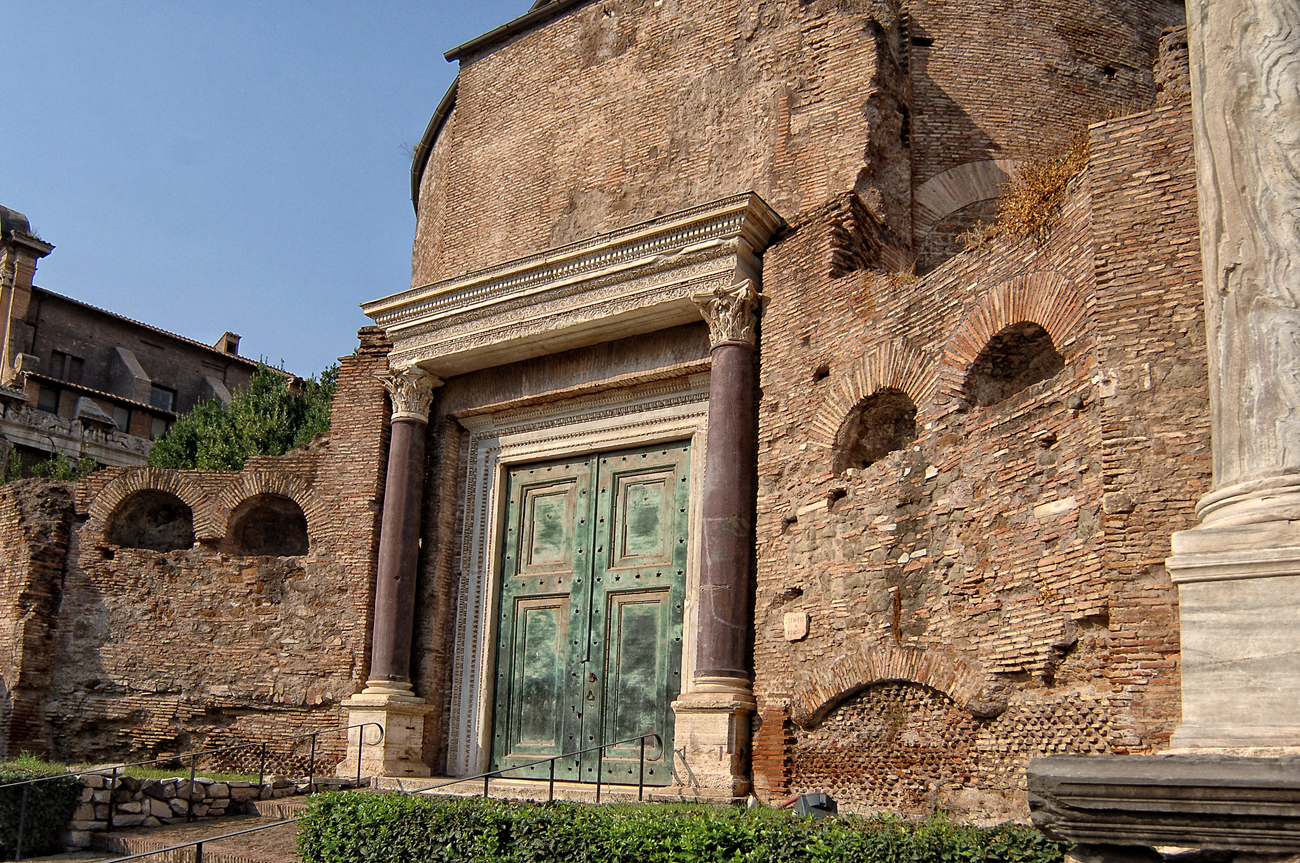
Храм Ромула
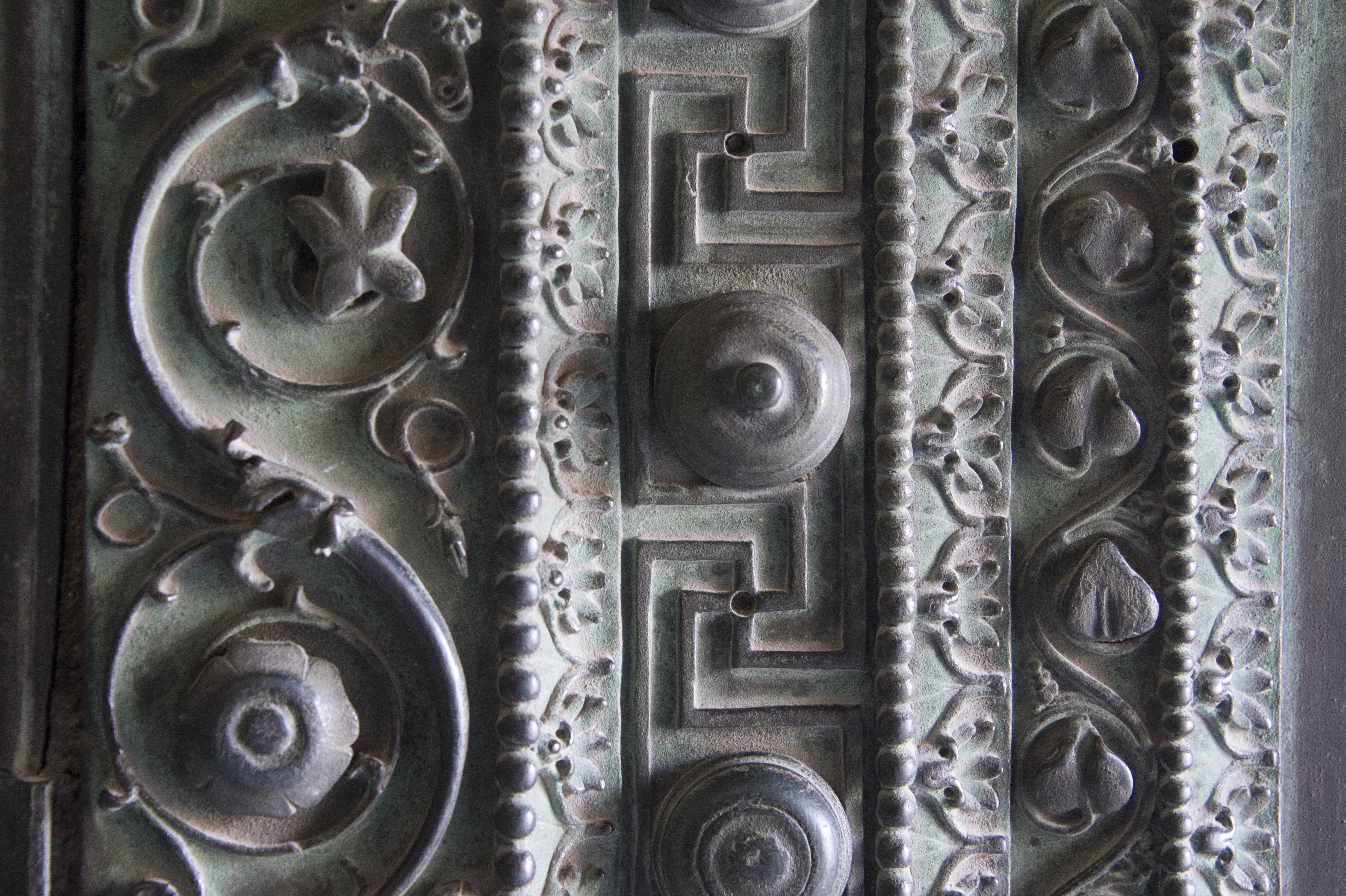
"Прекрасные врата" Святой Софии (фрагмент)

В Средневековье двери начали активно украшаться рельефами.

## Типология
Большинство сохранившихся дверей либо полностью отлиты из бронзы, либо сделаны из медных или бронзовых пластин, закрепленных на деревянном основании.
С. А. Беляев на основе анализа конструкции и композиции наружного обрамления делает попытку разделения средневековых дверей на две условные группы: «западную» и «восточную». К первой он относит деревянные резные двери базилики Санта Сабина в Риме, а также двери X—XIV вв. т. н. итало-византийской группы, в основном сохранившиеся в Италии. Их основным признаком, по его мнению, является деление поверхности створок на небольшие углубленные прямоугольники (обычно 6 по вертикали и 4 по горизонтали), заполненные чаще изображениями крестов, реже — сценами из Ветхого и Нового Завета. «Восточная» (византийская) группа отличается наличием углубленных полей-филенок бо́льших размеров (2—4 по вертикали и 1—2 по горизонтали) и преобладающим изображением крестов в качестве основного декора. Все известные памятники этой группы принадлежат к православной ветви христианства. Анна Манукян не согласна с этой типологией и предлагает свои варианты.
Уте Гетц выделяет группы дверей с христологическим циклом; двери, где сцены из жизни Христа дополнены иными сюжетами; с изображениями рядов святых; двери, на которых изложена церковно-политическая программа с житийным циклом одного святого; украшенные символическими образами, предназначенные для светских построек.
Маргарет Инглиш Фрейзер делит итальянские двери XI века на четыре группы по «путям», по которым верующие надеялись достичь и открыть Врата Небесные. Это могло произойти через заступничество Девы Марии и святых перед Христом (Амальфи, Атрани, Венеция), апостольский пример (Рим), руководство архангелов (Монте Сант-Анджело) или новое рождение во Христе через крещение (Салерно). Двери Западной Европы, изображающие повествовательные циклы из Ветхого и Нового Заветов, имели акцент на истории Грехопадения в Книге Бытия и, в частности, на символизме, сосредоточенном на воспоминании о Вратах Эдема, которые закрылись из-за греха Евы, но снова открылись благодаря жертве Христа. Византийские теологи предпочитали подчеркнуть непрерывное состояние закрытия Рая и Небес для нас самих через наши грехи, а не сосредоточиться исключительно на историческом событии грехопадения Евы. Отношения между иконографией дверей и литургическим исполнением и символикой синтезируются в объяснениях священных служб св. Симеона Солунского в позднепалеологовский период.
На Руси излюбленной техникой для храмовых дверей была золотая наводка.

## Примеры

### Поздняя античность
- Врата Базилики Сант-Амброджо в Милане (IV век с ремонтами XVI и XVIII веков)[6] — деревянные
- По некоторым источникам[13] церкви святой Варвары в Коптском Каире[англ.] — деревянные врата конца IV века
- Деревянные врата церкви Святой Сабины в Риме[13] (около 430 г.). Кипарисовое дерево. С резным декором, сцены из Ветхого и Нового Завета.
- Врата оратория Святого Иоанна Крестителя в Латеранском баптистерии (до 468 г. н. э.)[14]. Последние древнеримские бронзовые двери. Заказаны папой Гиларием, о чём гласит надпись IN HONOREM BEATI IOANNIS BAPTISTAE HILARVS EPISCOPVS DEI FAMVLVS OFFERT. Украшены узором «рыбья чешуя» (Илл.). Согласно легенде, эти врата — «поющая» дверь, которую имел в виду Данте, говоря о двери, вращающейся на петлях и издающей мелодичный звук в 9-й песне «Чистилища». До взрыва автомобиля с бомбой рядом с баптистерием в июле 1993 года врата издавали звук, похожий на органа. Сегодня этот звук всё ещё слышен, но гораздо тише[14].
- Стамбул, Турция: Собор Святой Софии, четыре бронзовые пары дверей IV и VI вв. н. э.
- Врата Юстиниана в соборе Святой Софии, VI век
- Врата VI века с рисунком в виде рыбьей чешуи в нартексе Базилике Святого Марка в Венеции[6]

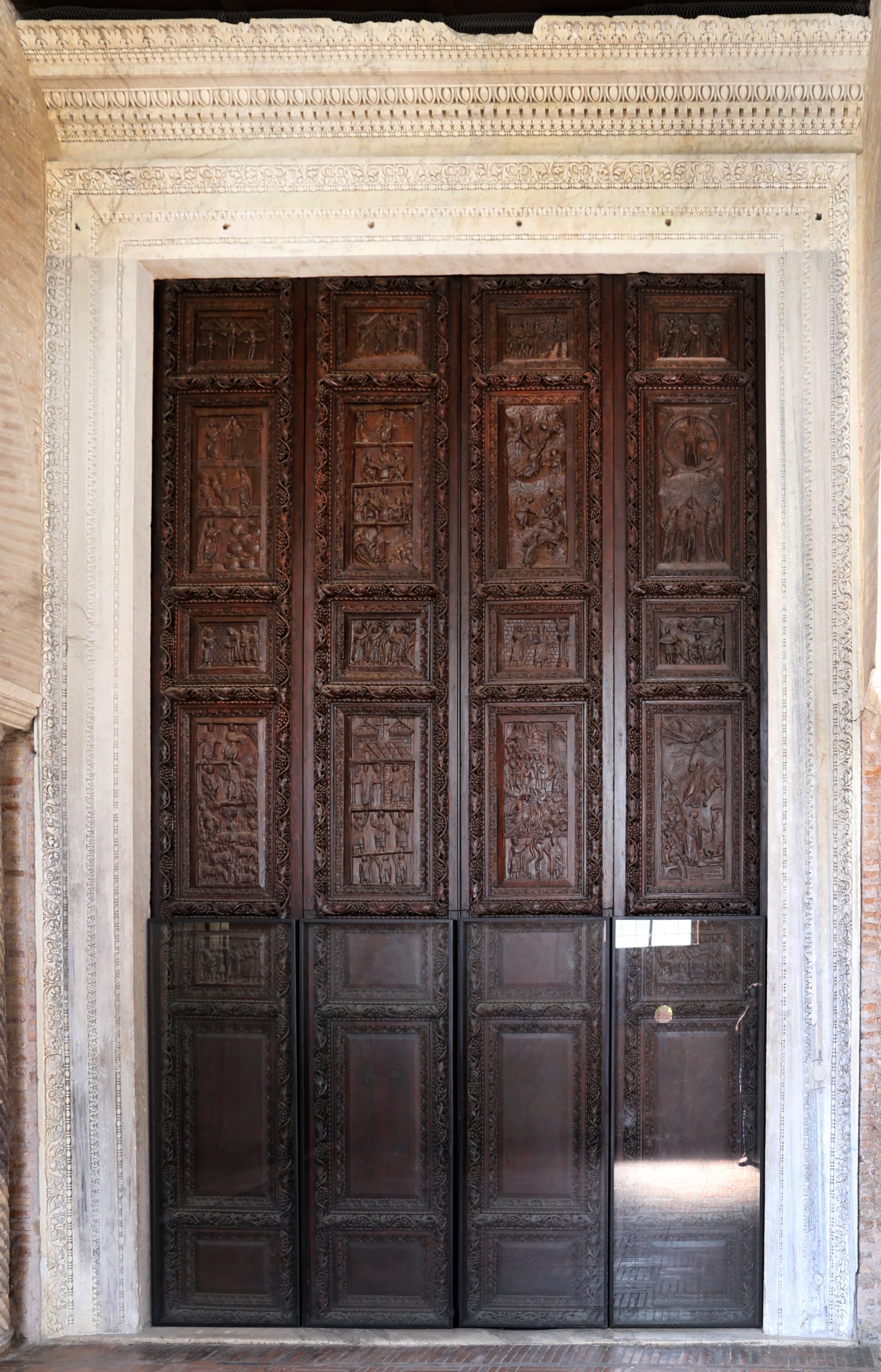
Двери Святой Сабины
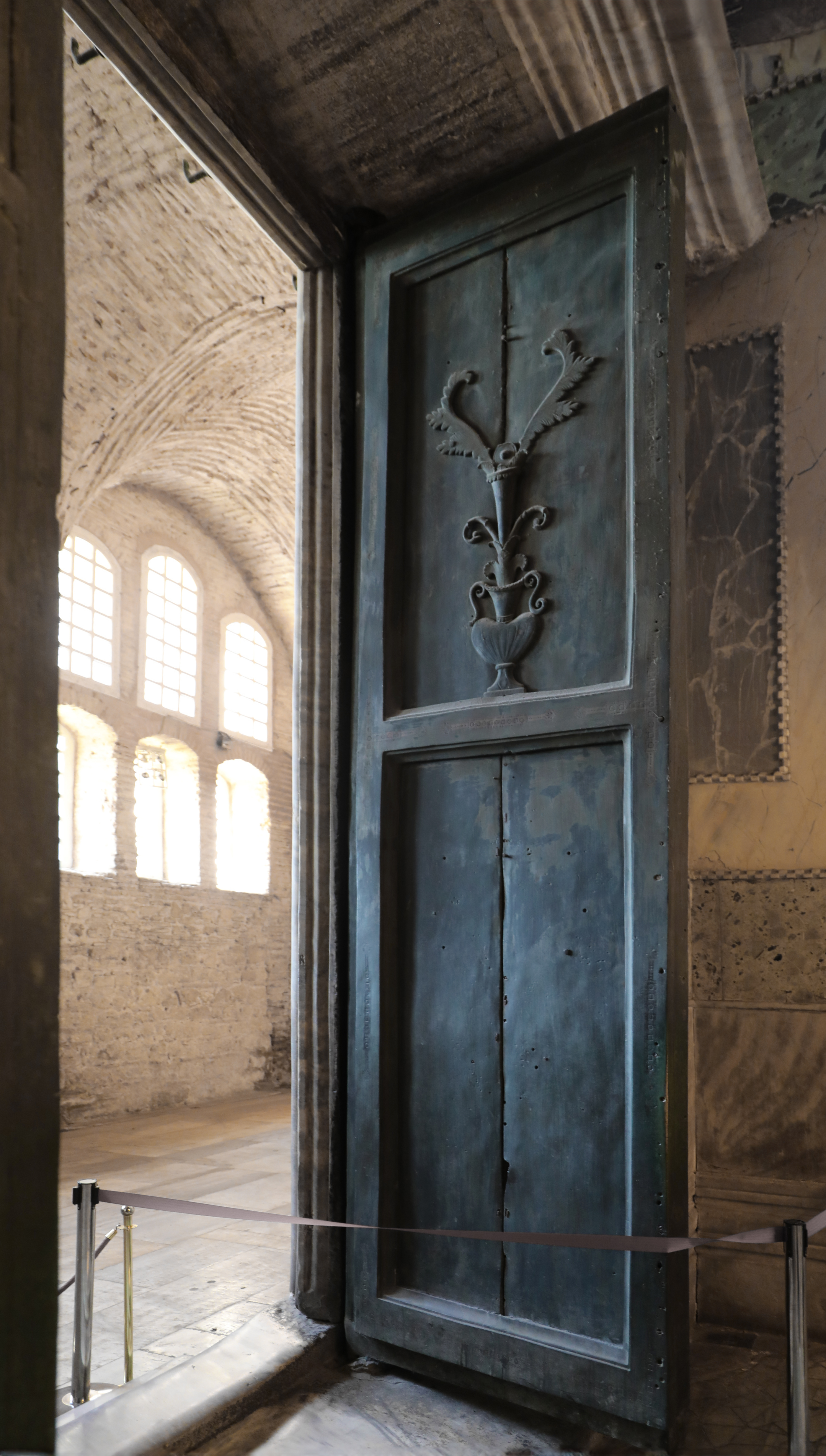
Врата Юстиниана в Святой Софии, Стамбул
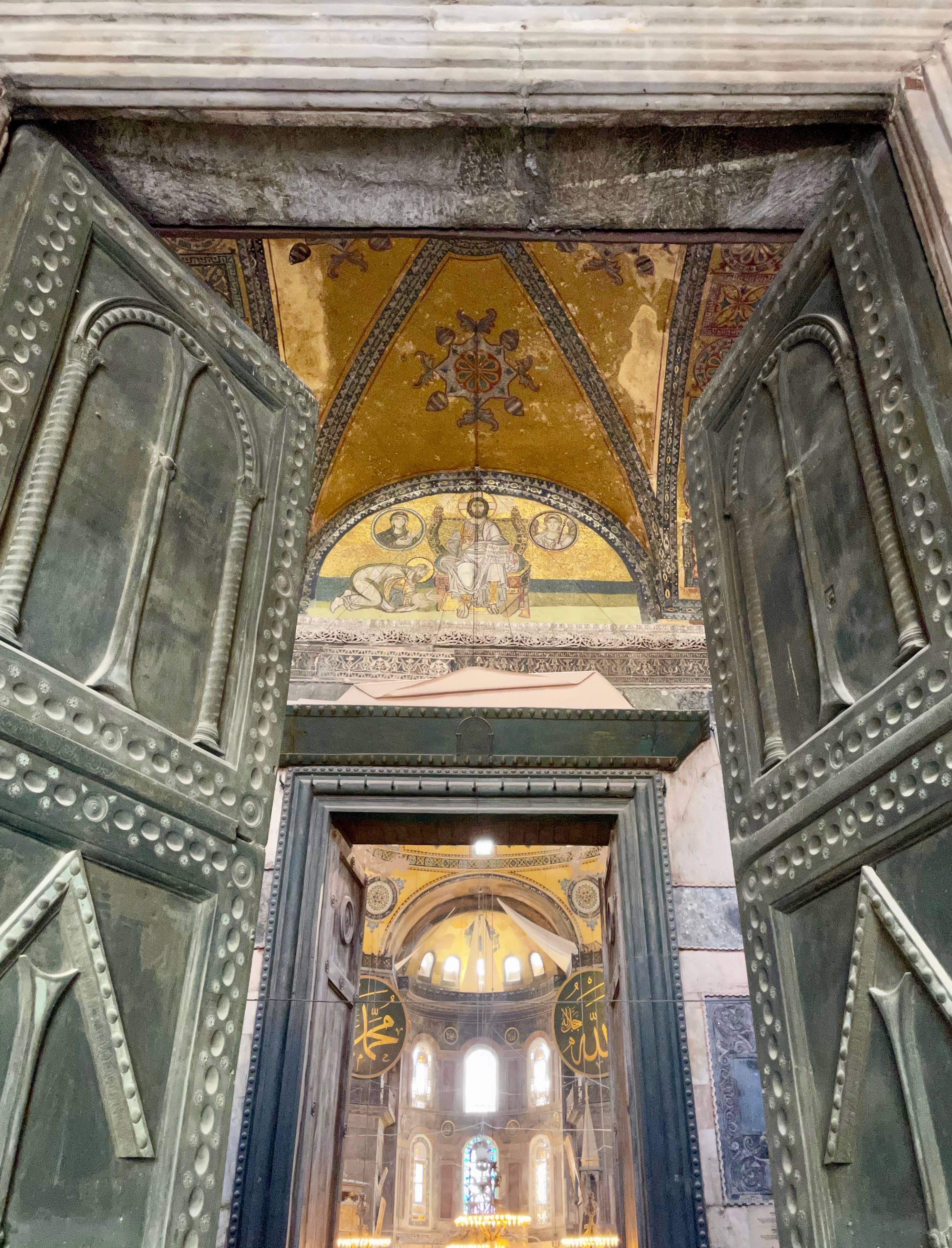
Главный вход в Святую Софию (перед Императорскими вратами)
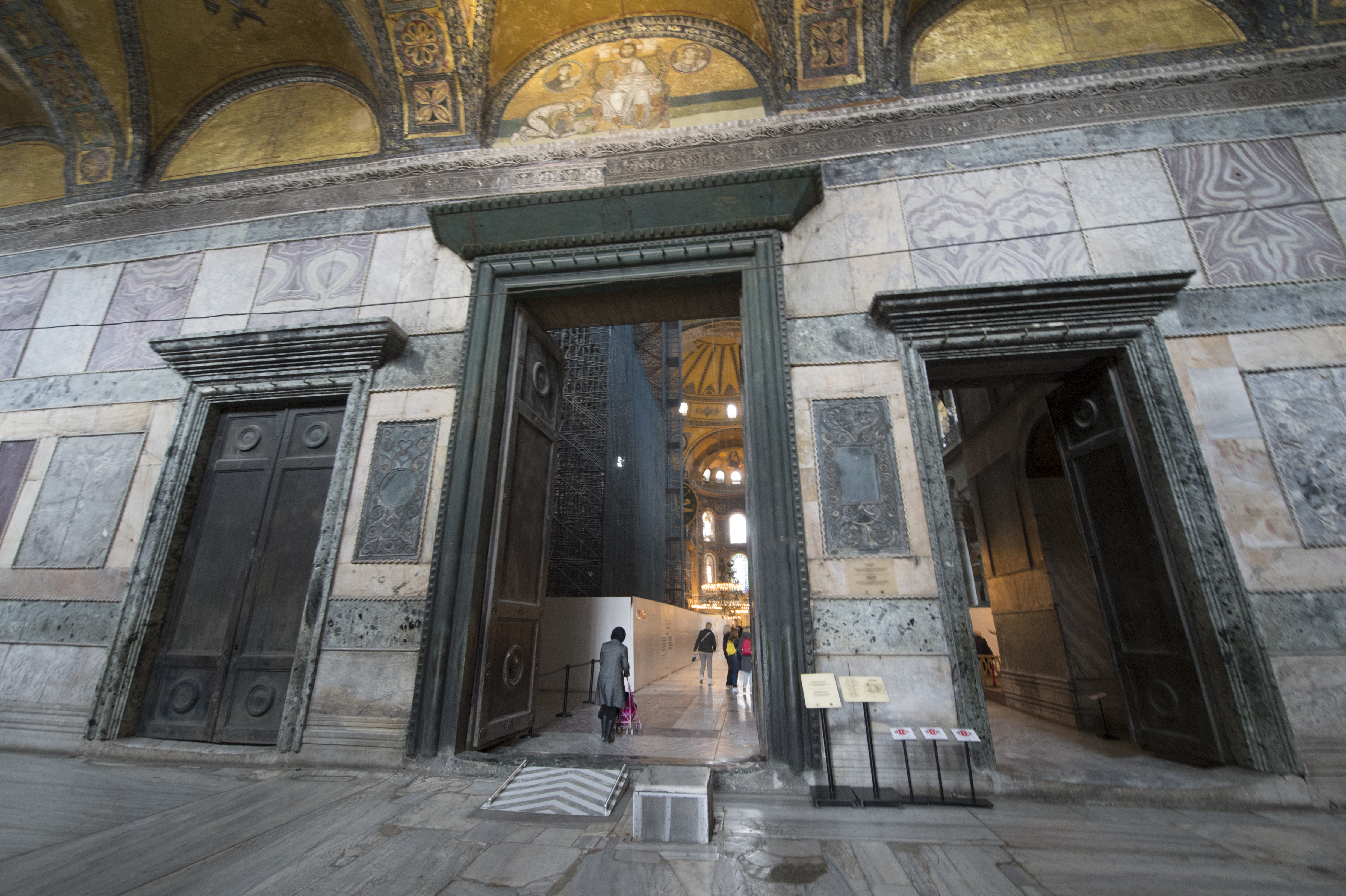
Три основные двери в Святой Софии в экзонартексе — «Порфировой галерее» (в центре — Императорские врата)

### Средние века
На сегодняшний день сохранилось около 30 бронзовых дверей XI—XII веков, большинство из них в Италии, три в Германии и по одной в Польше и России. Восемь сохранившихся дверей — византийские, вывезенные из Константинополя. Также сохранилось несколько деревянных дверей.
| Илл. | Название | Дата                            | Примечание |
| ---- | --- | ------------------------------- | --- |
|      | «Волчья дверь» (Wolfstür) Аахенского собора (Палатинской капеллы Карла Великого в Аахене), Германия                  | ок. 800                         | Без фигурного декора, с ручками-львиными головами В том же соборе сохранились ещё две ранние двери. |
|      | Собор Святой Софии, панели, добавленные к ранним «Вратам Часов» юго-западного вестибюля, Стамбул, Турция             | 838-840                         | |
|      | Врата Великой Лавры, г. Афон, Греция                                                                                 | XI век                          | Единственные сохранившиеся бронзовые византийские двери этого периода за пределами Италии |
|      | «Врата пророчеств», Церковь Эль Адра, Монастырь Дейр-Суриани, Вади-эн-Натрун, Египет, деревянная дверь               | 926-927                         | Коптские инкрустированные двери |
|      | Портал базилики Сан-Дзено (Porta della basilica di San Zeno), Верона, Италия                                         | XI—XII века                     | |
|      | Дверь церкви Панагии Мавриотиссы, Кастория, Греция                                                                   | XI-XII вв.                      | |
|      | Дверь нартекса монастырской церкви Олимпиотисса в Элассоне, Фессалия                                                 | XI-XIII века                    | Старейшая и единственная сохранившаяся деревянная дверь средневизантийского периода |
|      | Бывшие врата аббатства Святой Марии-ад-Градус, ныне на Марктпортале — западном портале Майнцского собора, Германия   | ок. 1000                        | Без фигурного декора, с ручками-львиными головами |
|      | Врата Аугсбургского собора (Bronzetür des Augsburger Domes), Германия                                                | ок. 1006                        | |
|      | «Врата Бернварда» (Bernwardstür) в Хильдесхаймском соборе, Германия                                                  | ок. 1015                        | Это были первые со времен Римской империи декорированные бронзовые двери, отлитые на Западе. |
|      | Деревянные резные врата кельнской церкви Санта Мария-ин-Капитоль (Holztür von St. Maria im Kapitol), Кельн, Германия | ок. 1060                        | Единственная полностью сохранившаяся деревянная дверь этого периода |
|      | Врата собора в Амальфи, Италия                                                                                       | 1057-1060                       | Изготовлены в Константинополе Симоном Сирийским. Двери были пожертвованы церкви богатым купцом Панталеоне из Амальфи, который жил в Константинополе. |
|      | Врата в соборе аббатства Монтекассино, Италия                                                                        | не ранее 1066                   | Изготовлены в Константинополе. Дар Мавра из Амальфи, отца Панталеоне. |
|      | Врата Собора Сан Паоло-фуори-ле-мура, Рим, Италия                                                                    | 1070                            | Изготовлены в Константинополе сирийскоязычным мастером-литейщиком Стауракиосом Тухитусом из Хиоса и грекоязычным инкрустатором Феодором. Подарок от Панталеоне из Амальфи. |
|      | Врата санктуария Святилища Монте-Сант-Анджело (Монте-Гаргано), Италия                                                | 1076                            | Изготовлены в Константинополе, возможно подарок того же Панталеоне из Амальфи. |
|      | Врата Сан-Клементе южного портала Сан Марко в Венеции, Италия                                                        | 1080 и 1112                     | Изготовлены в Константинополе |
|      | Врата собора Салерно, Италия                                                                                         | 1085-1090                       | Изготовлены в Константинополе по заказу Ландульфо Бутромиле . |
|      | Врата собора Сан-Себастьяно (it), Атрани, Италия                                                                     | 1087                            | Изготовлены в Константинополе. |
|      | Врата в Сан-Пьетро в Альба-Фученц (it), Абруццо, Италия                                                              | XII век                         | апотропеические фигуры |
|      | Врата монастыря Святого Иоанна Златоуста, Куцовентис (en), о. Кипр                                                   | XII век                         | |
|      | Врата церкви Богоматери Дамасской, Ла Валетта, о. Мальта                                                             | XII век                         | |
|      | Главные врата собора Беневенто (Janua Major del duomo di Benevento), Италия                                          | XII-XIII века                   | Судя по надписи, автор или донатор — магистр Рогерий. Возможно, скульптор — Одеризио да Беневенто. |
|      | Двери в мавзолее Боэмунда Антиохийского, собор Сан Сабино в Канозе-ди-Пулья, Италия                                  | после 1111                      | |
|      | Главные врата («Врата Мадонны») Базилики Сан Марко в Венеции, Италия                                                 | между 1112 и 1138               | Заказана Лео да Молино, прокуратором базилики. 6 полей с изображением пророков, Благовещения, Христа, апостолов, святых. |
|      | Главные врата, или «Порта делла Просперита» собора Трои, Италия                                                      | 1119                            | Скульптор — Одеризио да Беневенто. |
|      | Западные врата, или «Порта делла Либерта» собора Трои, Италия                                                        | 1127                            | Скульптор — Одеризио да Беневенто. |
|      | Врата Палатинской капеллы, Палермо, Италия                                                                           | ок. 1140                        | |
|      | Деревянные двери в Марторане (Санта-Мария-дель-Аммиральо), Палермо, Италия                                           | XII век                         | Возможно, только 1 панель |
|      | Две т. н. «Кедровые двери» в часовне Сен-Жиль собора Нотр-Дам в Ле-Пюи-ан-Веле, Франция                              | 1143-1156                       | |
|      | Гнезненские врата, Польша                                                                                            | между 1160 и 1180               | |
|      | Врата кошачьей головы (Kathoveddør) собора в Рибе, Дания                                                             | около 1175                      | |
|      | Врата собора Равелло, Италия                                                                                         | 1179                            | Приписывают скульптору Барисано да Трани. Выполнены по заказу Серджио Мусчеттолы, мужа Сигилгайды Пиронти. |
|      | Портал Сан-Раньери Пизанского собора, Италия                                                                         | 1180                            | Сейчас в портале установлена копия, а оригинал находится музее собора. Рельефы на этой двери представляют сцены из жизни Христа. Это одна из первых больших бронзовых рельефных храмовых дверей итальянского производства, до того подобные двери импортировались в Италию из Византии. Скульптор Боннано Пизано. |
|      | Врата собора Трани, Италия                                                                                           | 1185                            | Скульптор Барисано да Трани |
|      | Врата собора Монреале, Италия                                                                                        | Ок. 1185                        | Скульптор Барисано да Трани |
|      | Главные врата собора Монреале, Италия                                                                                | 1185-1186                       | Скульптор Боннано Пизано |
|      | Врата аббатства Сан-Клементе-а-Казаурия, Италия                                                                      | 1191                            | |
| Фото | Врата восточной часовни св. Иоанна Богослова Латеранского баптистерия, Рим, Италия                                   | 1195-1196                       | Отлиты братьями Уберто и Пьетро из Пьяченцы. Подарены кардиналом Ченчо Савелли, (позже папой Гонорием III). Есть надпись. Перенесены из другого места. Подражание вратам Гилария V века в той же базилике. |
| Фото | Врата в клуатре архикафедры Латеранского баптистерия, Рим, Италия                                                    | 1196                            | Отлиты братьями Уберто и Пьетро из Пьяченцы. Перенесены из другого места. |
|      | Врата прощения, Собор Севильи, Испания                                                                               | ок. 1200                        | |
|      | Деревянные врата Базилики Рождества, Вифлеем, Палестина                                                              | 1227                            | |
|      | Врата церкви Святых Варнавы и Илариона, Перистерона (en), Греция, о. Кипр                                            | XIII век                        | |
|      | Боковые врата Собора Святого Петра (Болонья), Италия                                                                 | XIII век                        | Автор Маркионе. Согласно списку Аделунга (1834) |
|      | Деревянные двери Мавзолея Диоклетиана собора в Сплите, Хорватия                                                      | 1214                            | Скульптор Андрий Бувина |
|      | Врата собора Гурк, Австрия                                                                                           | 1230-1240                       | ажурные рельефы с Древом Иессея, евангельскими сценами, Страшным судом и фигурами животных на дверях |
|      | Врата церкви Коккини, Вугарели (англ. Vourgareli), Греция                                                            | ок. 1293—1294                   | |
|      | Врата из церкви Святого Николая Больничного в Охриде, Болгария. Ныне в Национальном историческом музее               | конец XIII века                 | |
|      | Врата монастыря Ватопед, г. Афон, Греция. Из церкви Святой Софии в Салониках                                         | начало XIV века и конец XV века | |
|      | Врата церкви церкви Панагии Форбиотиссы, Ассину, о. Кипр                                                             | XIV век                         | |
|      | Другие врата Пизанского собора, Италия                                                                               | XIV век                         | Автор Андреа Пизано. Согласно списку Аделунга (1834) |
|      | Врата монастыря Панагии Молибдоскепастос, Греция                                                                     | 1320-1330                       | |
|      | Врата монастыря Св. Иоанна Рильского, Рила, Болгария                                                                 | 1334-1335                       | |
|      | Врата монастыря Дионисиат, г. Афон, Греция                                                                           | 1374                            | |

#### Русь
В основном выполнены в технике золотая наводка.
| Илл. | Название | Дата                                                   | Примечание |
| ---- | --- | ------------------------------------------------------ | --- |
|      | Магдебургские врата (Корсунские, Плоцкие, Сигтунские), новгородский Софийский собор                                      | XII век                                                | Привезены из Германии. Также «Корсунскими вратами» называются другие софийские двери, расположенные внутри храма («Шведские»? возможно эти). |
|      | 2 Златых врат Суздальского собора — западные и южные                                                                     | XIII век                                               | В технике золотой наводки |
|      | Тверские врата западного портала Покровского собора Александровской слободы (в 17 веке переименован в Троицкий собор)    |                                                        | Считались вывезенными в 1569 году Иваном Грозным из Твери (благодаря чему возникло мифическое предание о посещении царем в 1569 году Твери), но ныне предполагают, что они также принадлежали новгородской Софии и имеют византийское происхождение. Выполнены в технике гравировки. |
|      | Васильевские врата южного портала Покровского собора Александровской слободы (в XVII веке переименован в Троицкий собор) | 1335—1336, (с добавлениями XVI и, возможно, XVII века) | Заказчик — новгородский архиепископ Василий Калика, привезены из новгородской Софии. В технике золотой наводки. |
|      | По Солнцеву: древние медные врата в Успенском девичьем монастыре города Александрова                                     |                                                        | |
|      | Корсунские врата (Златые врата) — южные врата Успенского собора Московского Кремля                                       | 2-я пол. XVI века                                      | По легенде, были привезены в 12 веке из Корсуни Владимиром Мономахом. Находятся на фасаде. В настоящее время закрыты решёткой и стеклянной дверью, поэтому рассмотреть изображения не представляется возможным. В технике золотой наводки. |
|      | 2 врат в северной и западной галерее Благовещенского собора Московского Кремля                                           | 2-я пол. XVI века                                      | В технике золотой наводки. На западных вратах рама выполнена из плоских планок, а на северных — из валиков, причем стыки валиков закрыты круглыми бляшками — умбонами. |
|      | 3 двери Троицкого собора Ипатьевского монастыря, Кострома: западные, северные и южные                                    | 1559                                                   | Самые поздние русские «златые врата» в технике золотой наводки. Вклад 1559 года Дмитрия Годунова, который выполнили мастера Оружейной палаты по образцу дверей Благовещенского собора Московского Кремля. Имеются, что интересно, помимо христианских — изображения античных философов и комедиографов, божеств и пророчиц. (Хранятся в музее?). Умбонами украшена только западная дверь, в отличие от северной и южной. |
|      | Врата из собора Михайло-Архангельского монастыря в Великом Устюге (Эрмитаж)                                              | 1653- 1656                                             | В технике гравировки с последующим золочением и серебрением. В самом соборе выставлена копия 1959 года (фото) |

- Утрачены, известны только по упоминаниям: двери собора Спаса в Нижнем Новгороде (упомянуты в 1378) и Успенского собора в Ростове[2][28].
- Реконструкция техники золотой наводки: Врата, сделанные Ф. Я. Мишуковым для Воскресенского храма в нижнем ярусе колокольни на Рогожском кладбище. 1913 год. Свободная копия северных дверей середины XVI в. Благовещенского собора Московского Кремля (без двух клейм)[29].

### Ренессанс
- Флорентийский баптистерий — три двери: южные работы Андреа Пизано (1336); северные врата работы Лоренцо Гиберти (1403 −1424); и знаменитые восточные «Врата Рая», созданные в 1425—1452 годах Лоренцо Гиберти вместе с сыном Витторе.
- Врата апостолов (Porta degli Apostoli) и Врата мучеников (Porta dei Martiri) в Старой сакристии базилики Сан-Лоренцо во Флоренции, 1434—1443, созданы Донателло.
- Врата собора Санта-Мария дель Фьори, Флоренция, Сакристия делле Мессе. Скульптор Лука делла Роббиа и Микелоццо.
- Врата Филарете (Porta del Filarete), базилика святого Петра, Ватикан, 1433—1445, скульптор Антонио Филарете
- Врата Пизанского собора: после пожара, в 1596—1603 годах, скульпторы из мастерской Джамболоньи, среди которых были Гаспаро Мола и Пьетро Такка, создали три бронзовые двери фасада
- Дверь ризницы собора Святого Марка в Венеции, автор Якопо Сансовино
- Деревянная дверь собора Тоди (1561)[30]
- Не являются храмовыми вратами, однако созданы в подражание «Вратам рая» Гиберти: Врата замка Кастель-Нуово в Неаполе (Porta bronzea), 15 век

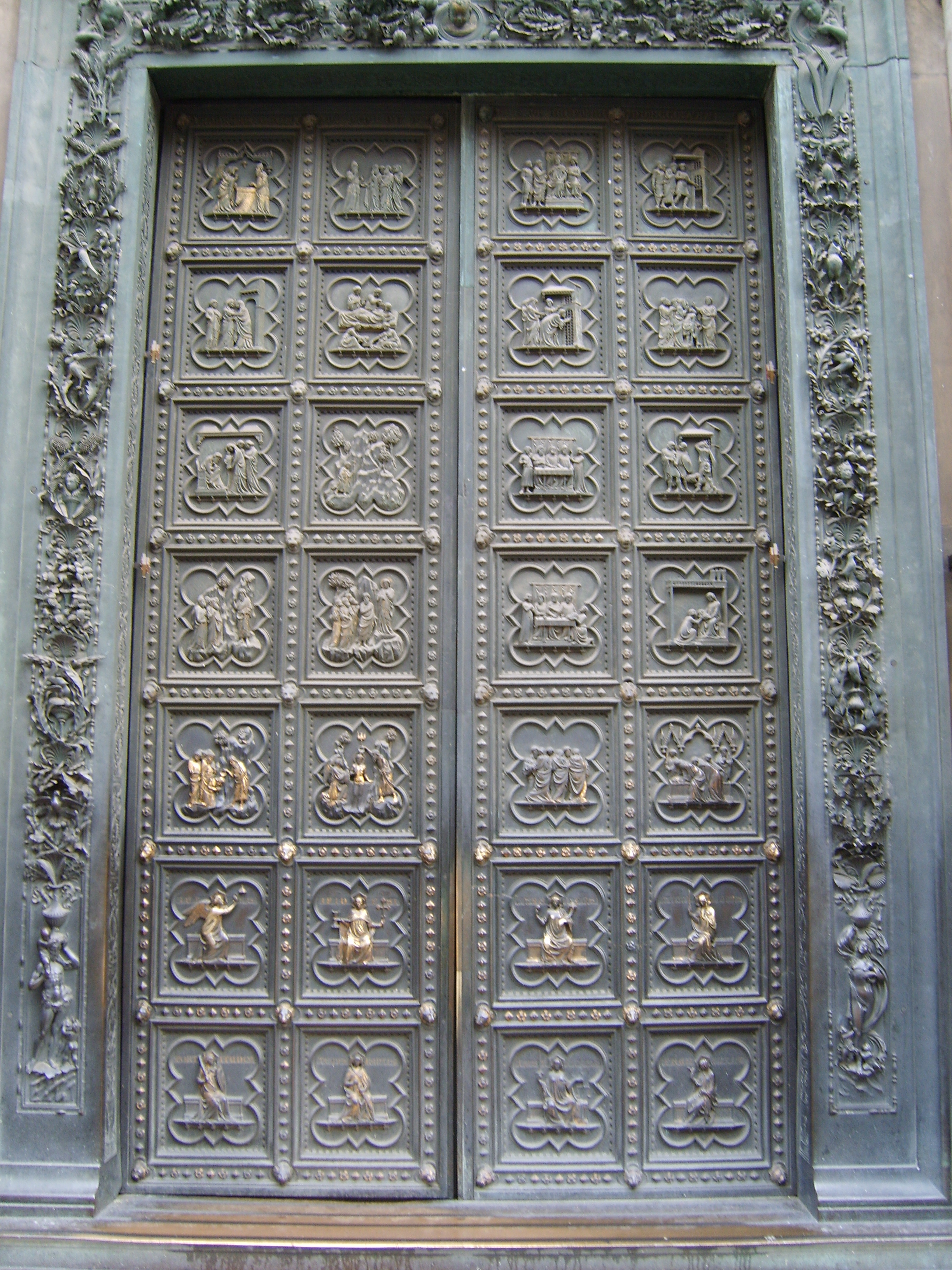
Флорентийский баптистерий. Южные двери. Рельефы Андреа Пизано, 1330—1336
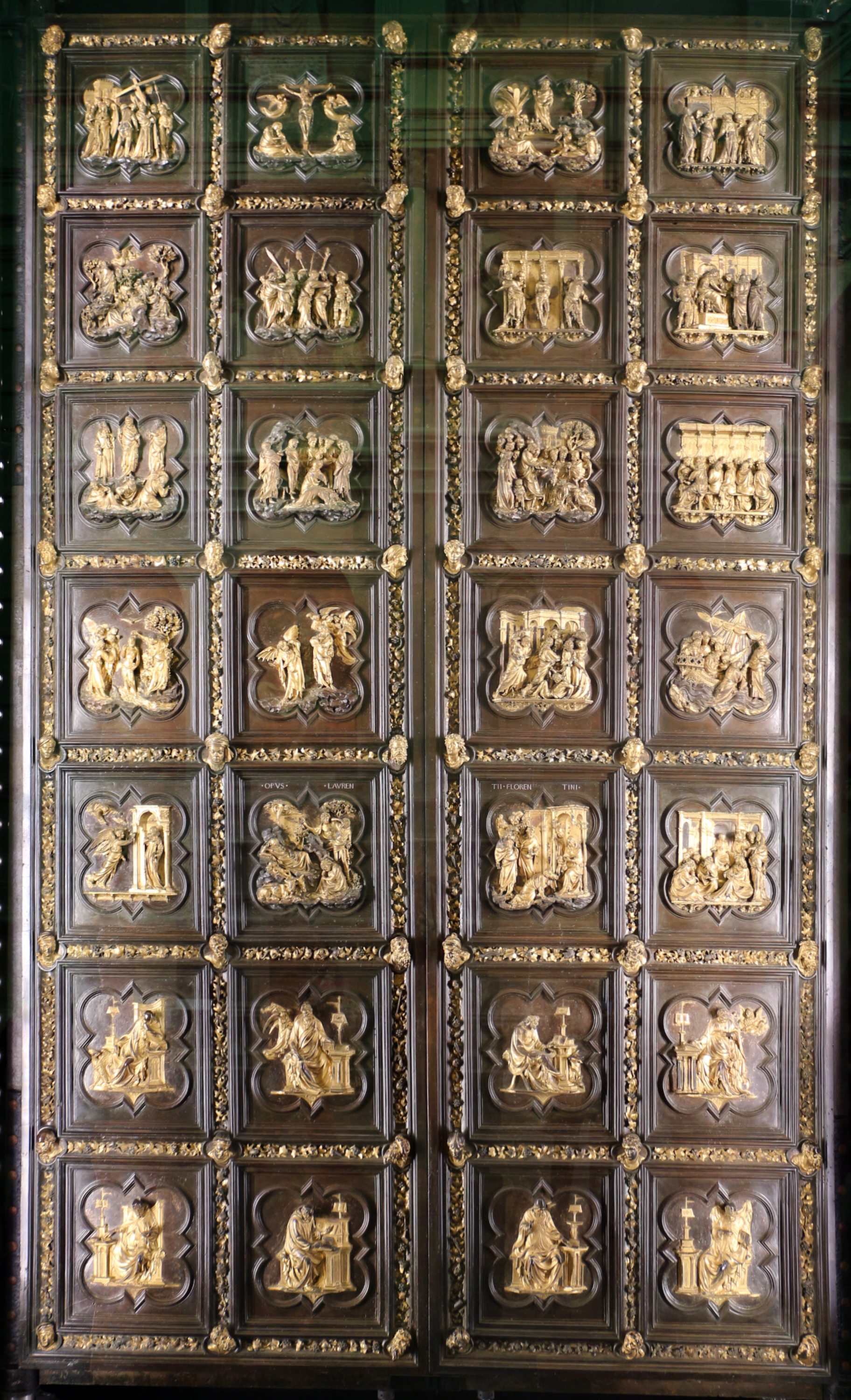
Флорентийский баптистерий. Северные двери. Рельефы Л. Гиберти. 1401—1424
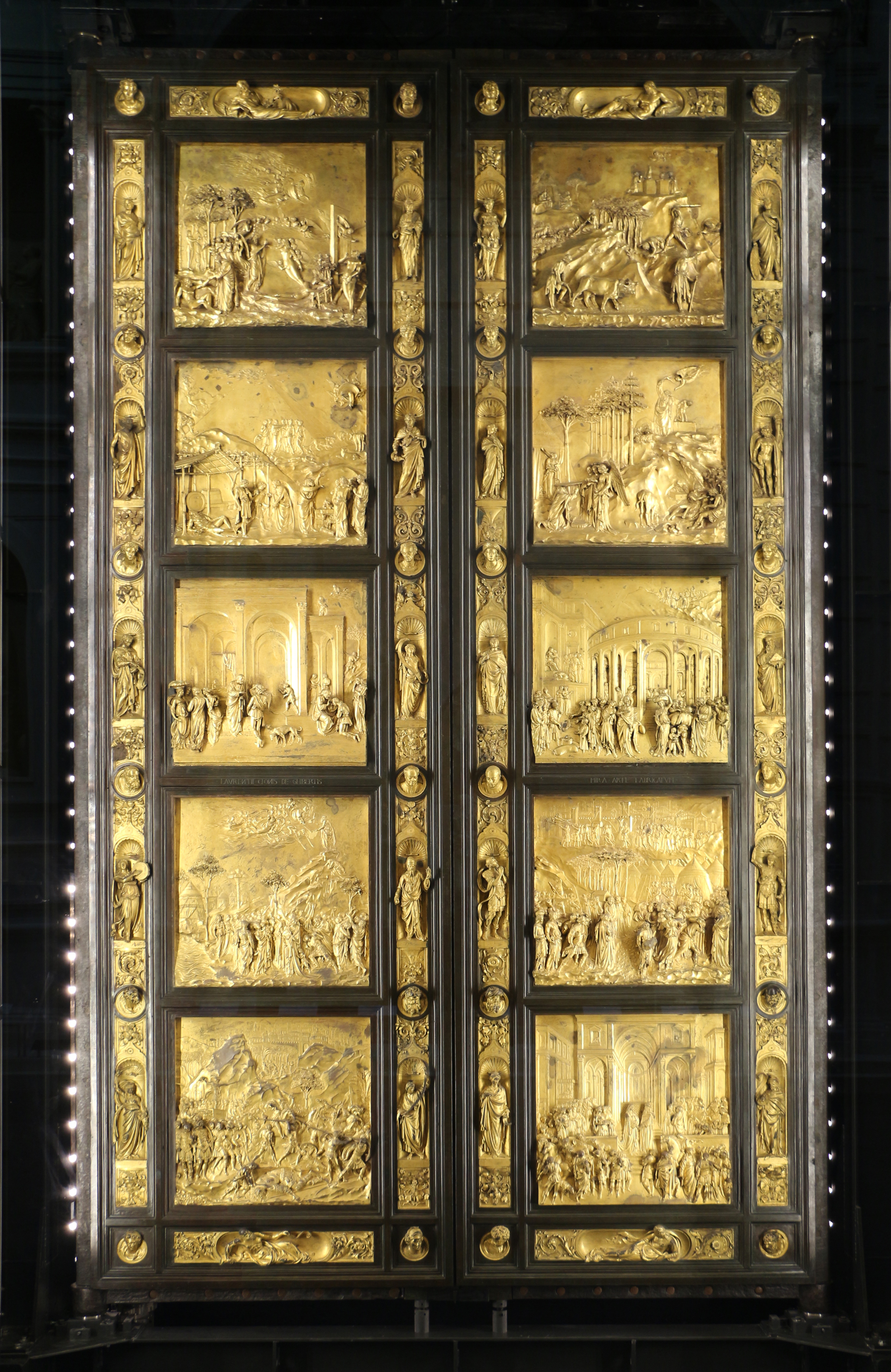
Флорентийский баптистерий. Восточные «Врата Рая». Рельефы Л. Гиберти. 1425—1452. Музей произведений искусства Собора
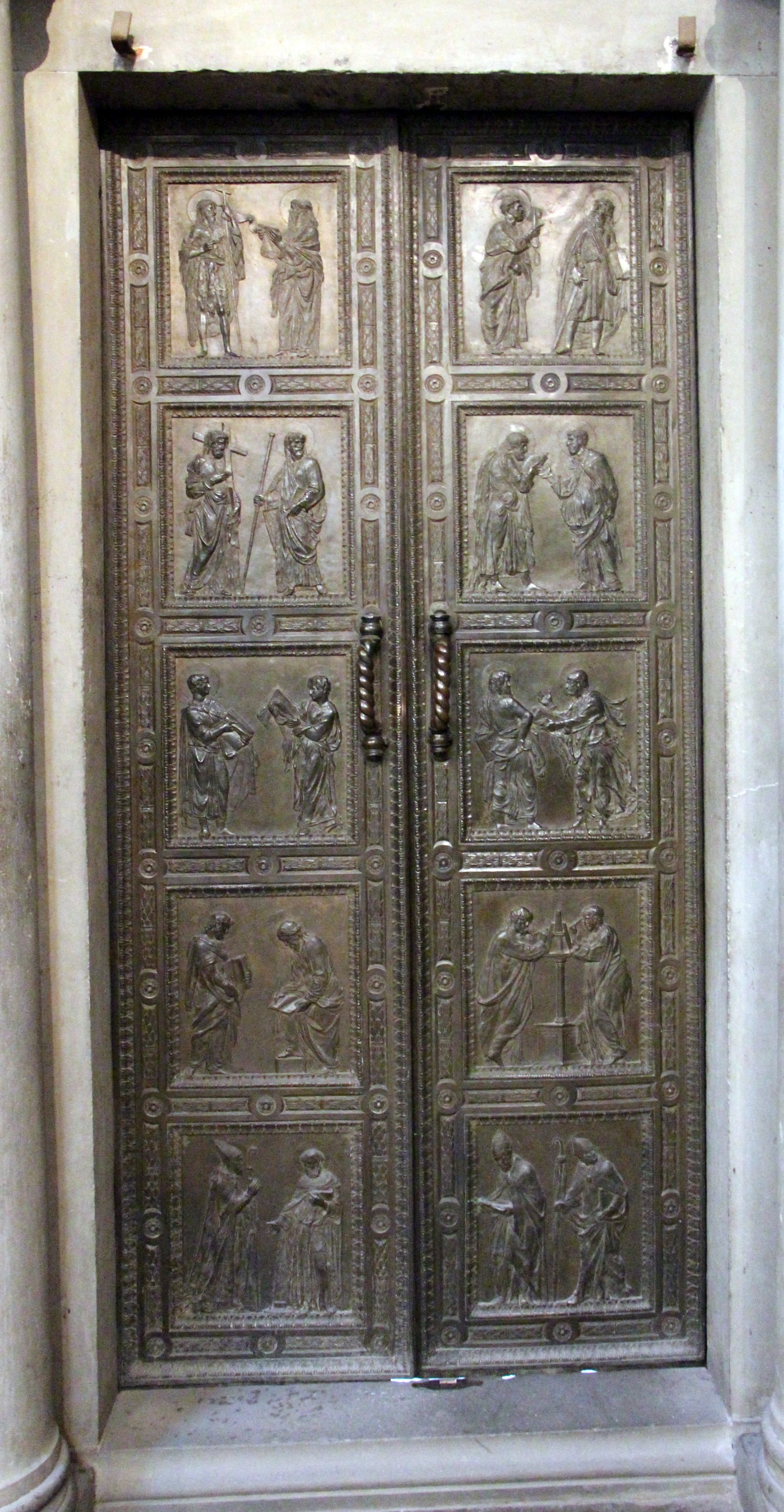
Врата апостолов
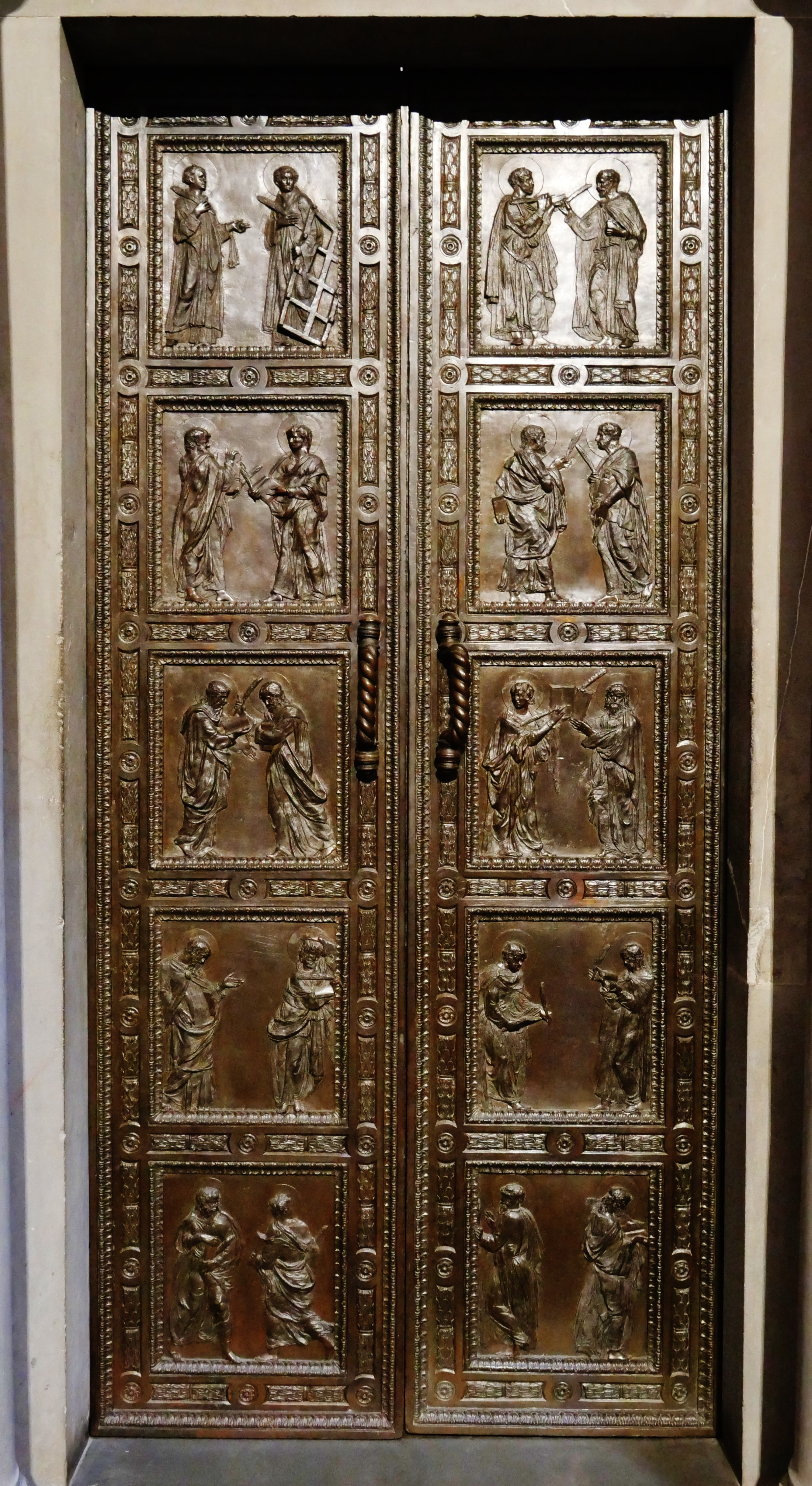
Врата мучеников
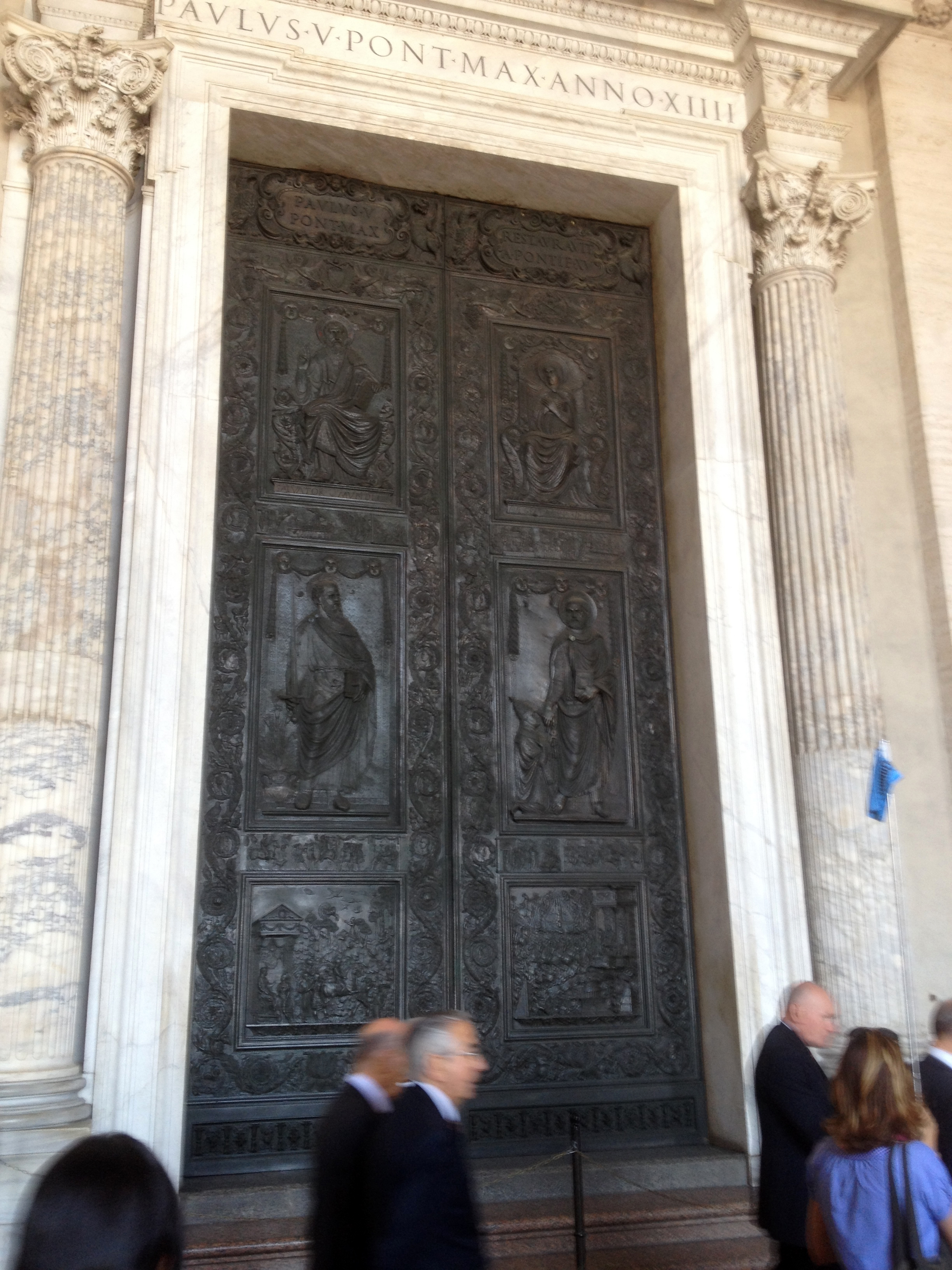
Врата Филарете
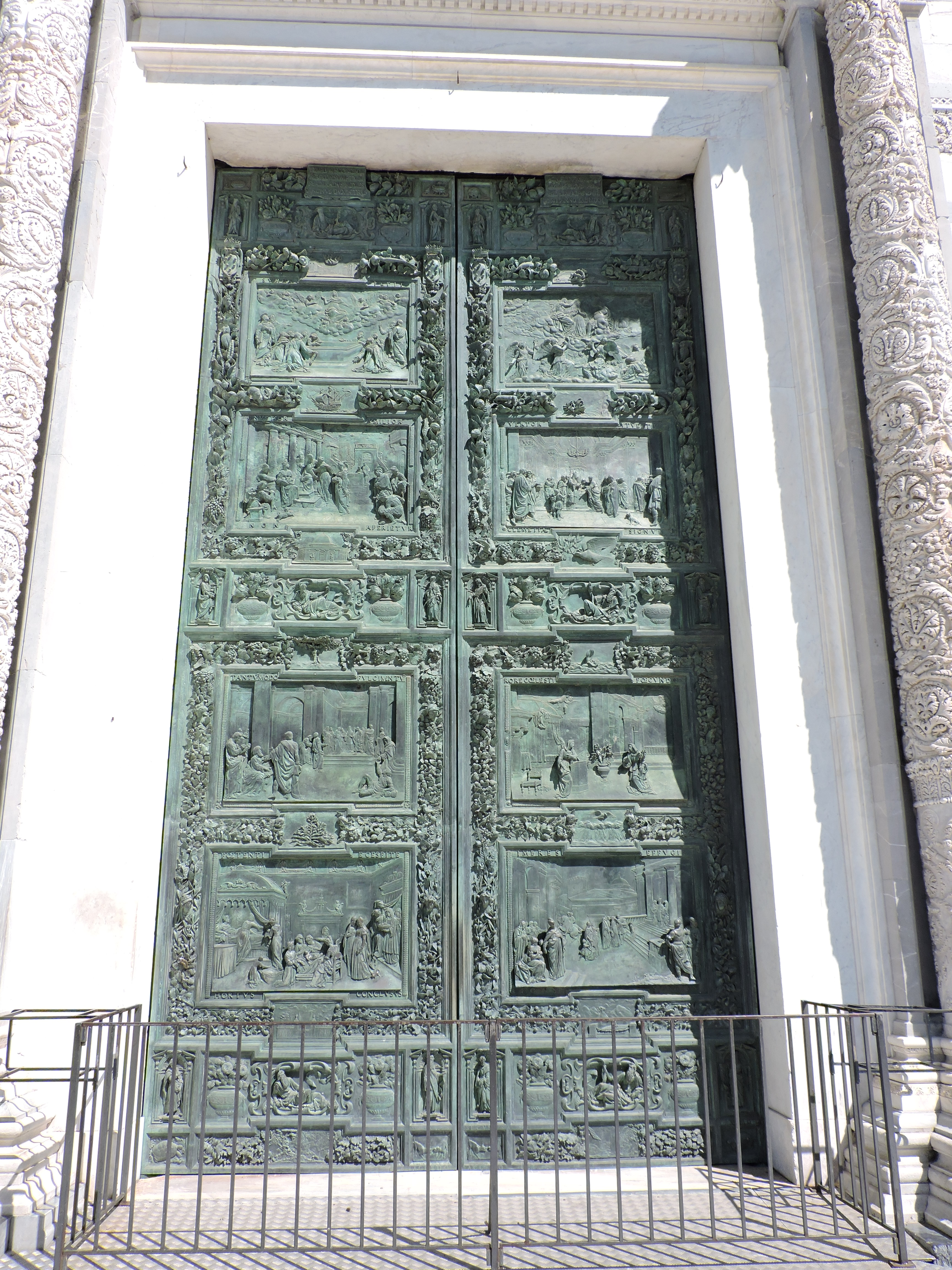
Врата Пизанского собора
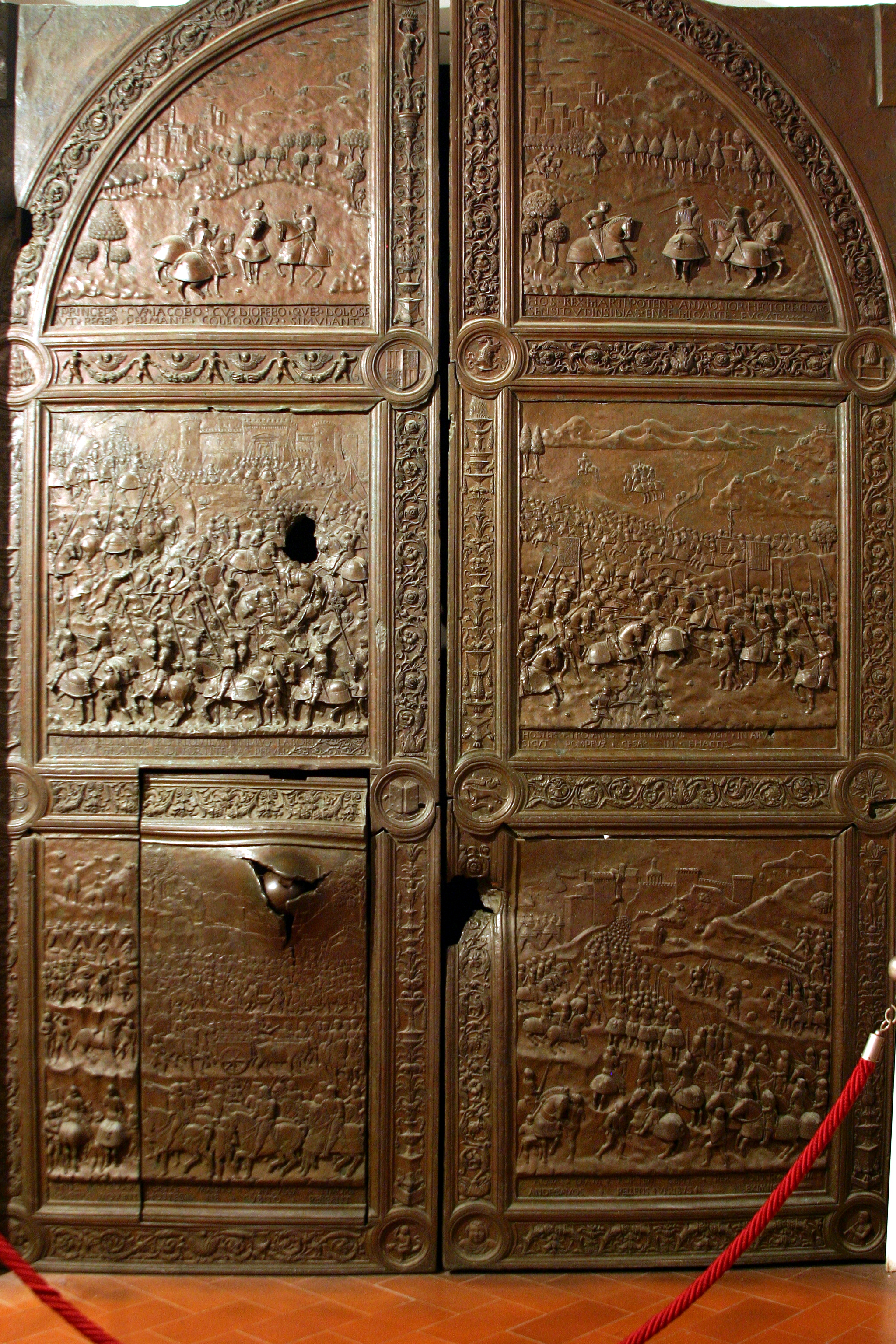
Врата замка Кастель Нуово
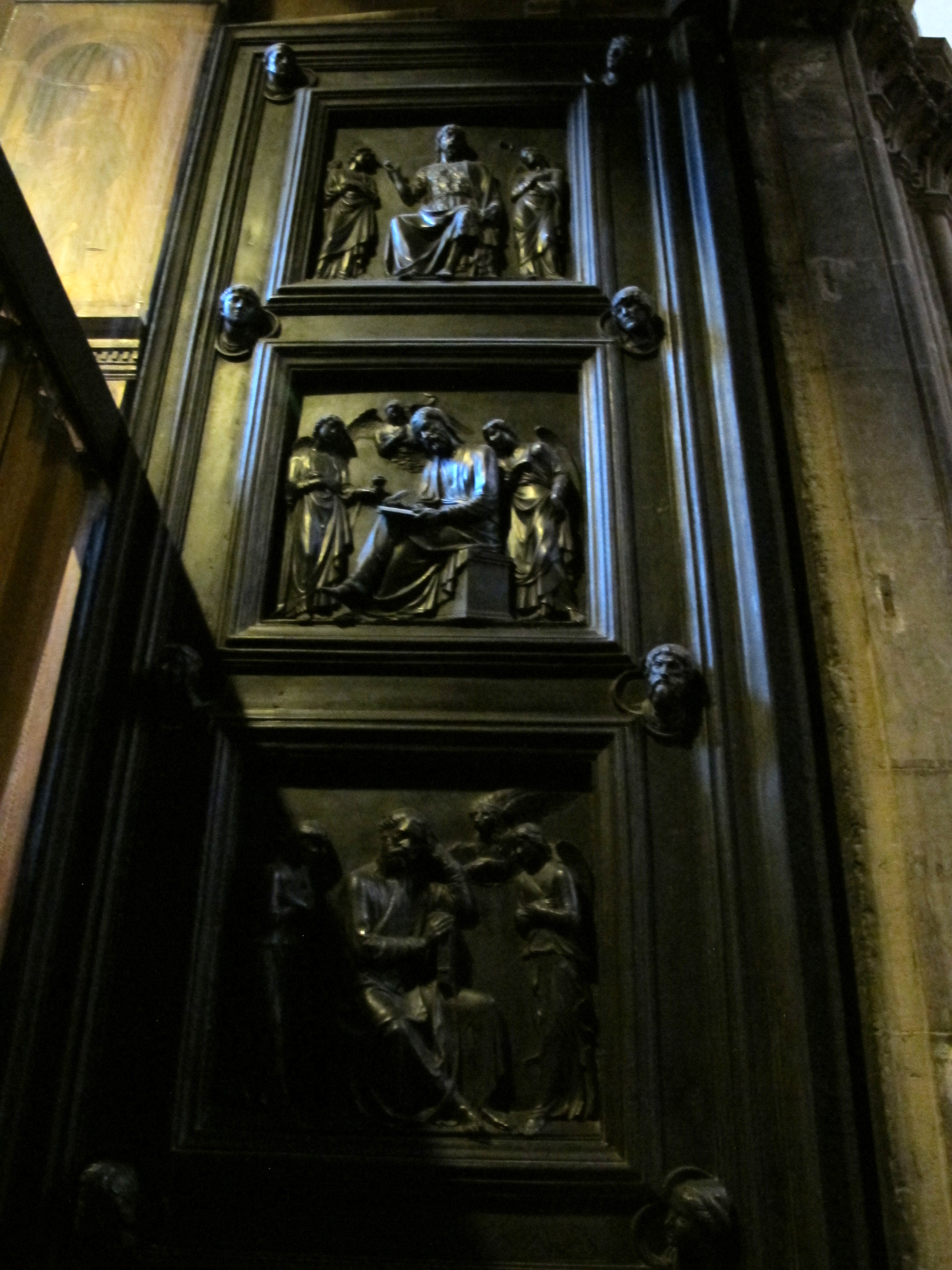
Санта-Мария дель-Фьори

### Новое время
Традиция продолжается, среди изготовленных врат можно отметить:
- Бронзовые двери Апостольского дворца в Ватикане, 1619 (Portone di Bronzo)
- Главные врата церкви Санта-Мария дель Фьори, Флоренция, скульптор Августо Пассалья
- Неоготические главные врата Миланского собора (1894—1908), скульптор Лодовико Польяджи
- Врата церкви Санта-Мария дель Фьори, левый портал (1889—1903), скульптор Аугусто Пассалья
- Врата двери англиканской церкви Святого Георгия на площади Кампо-Сан-Вио, Венеция (1926), являются официальным мемориалом британским военнослужащим, погибшим на итальянском фронте и на море во время Первой мировой войны. Двери были отлиты из двух пушек, предоставленных Военным советом в Лондоне, одна из которых датируется времен Крымской войны, а другая — 1795 годом.[31]

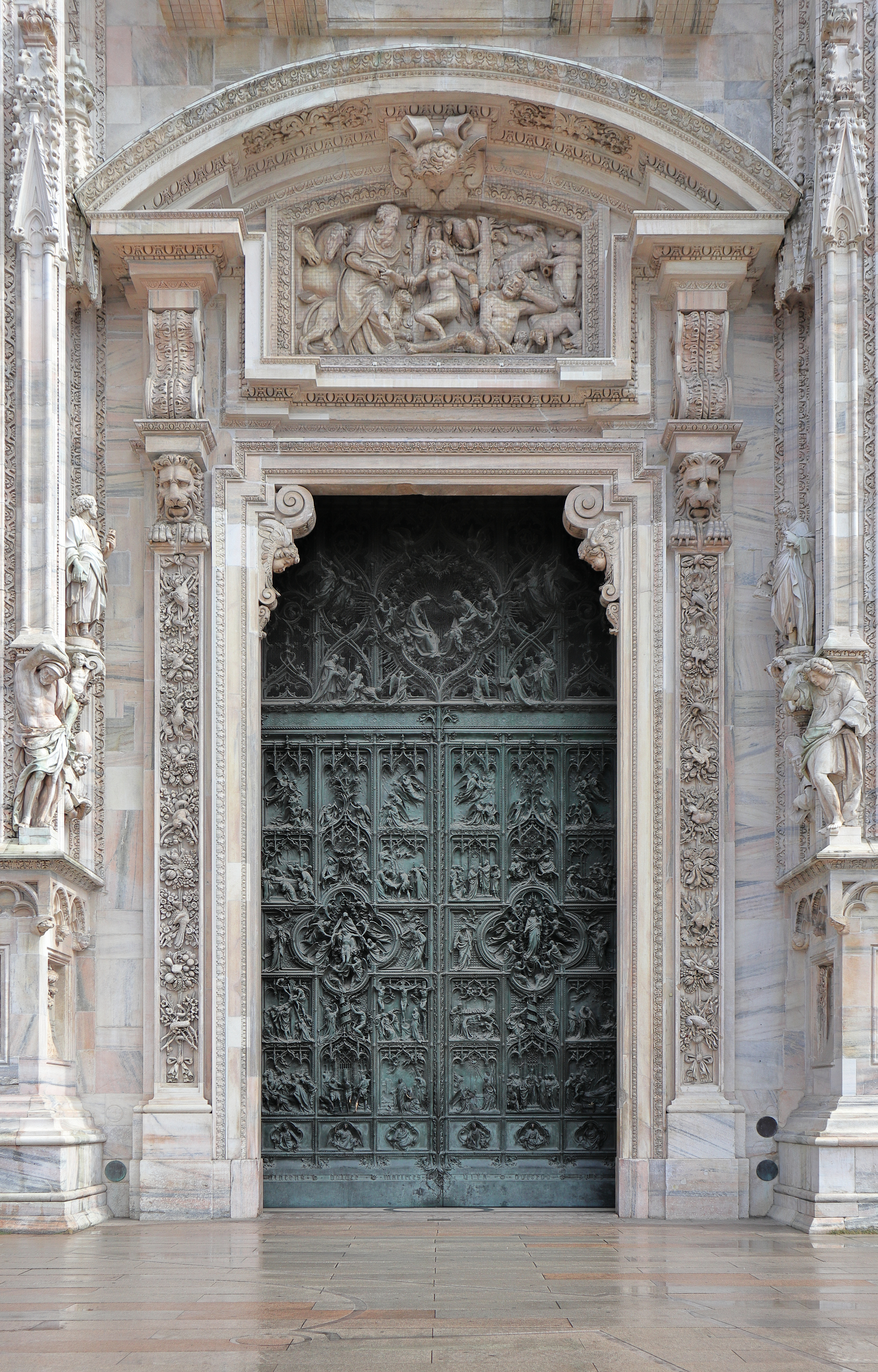
Главные врата Миланского собора
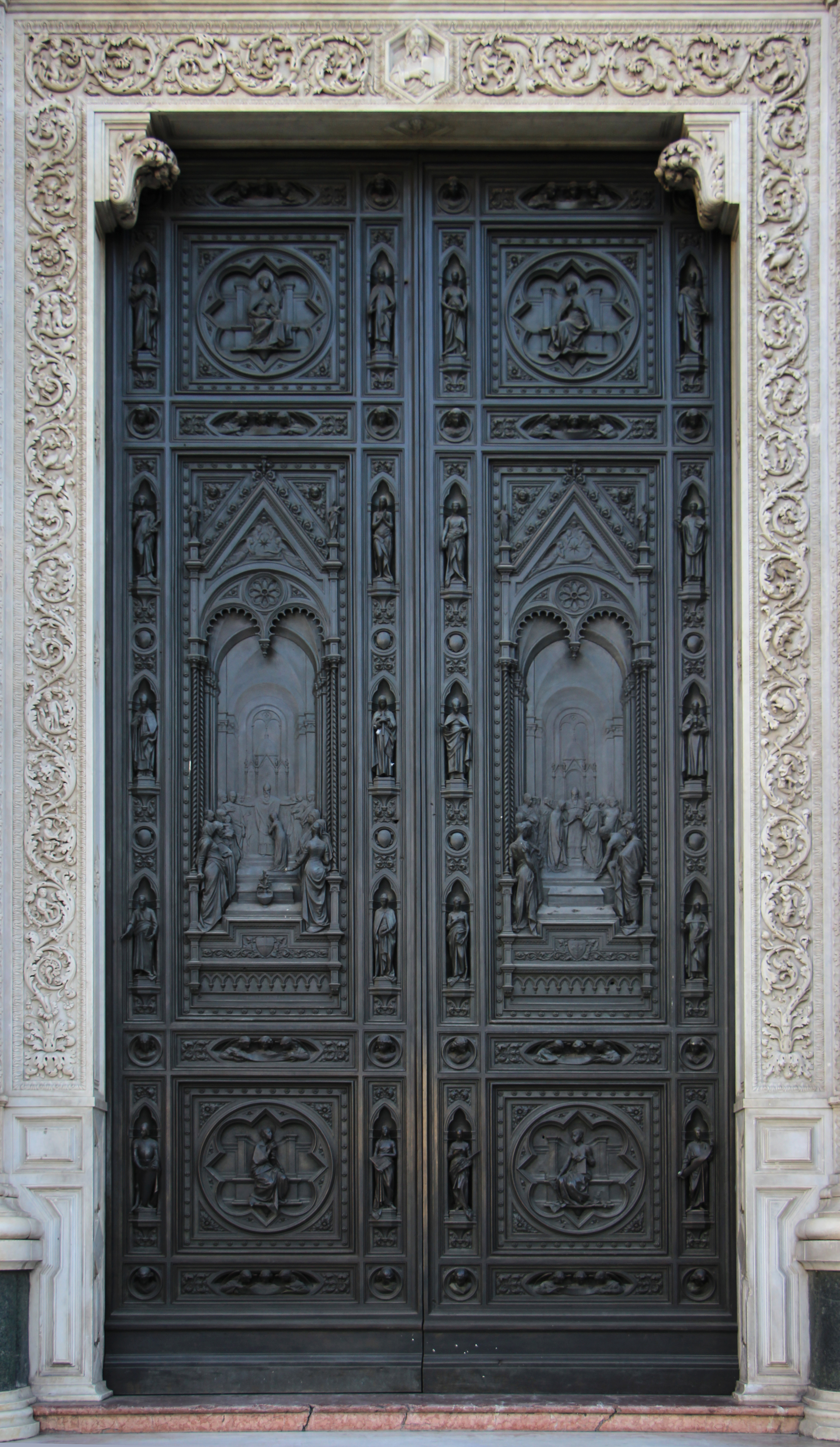
Врата церкви Санта-Мария дель Фьори, левый портал
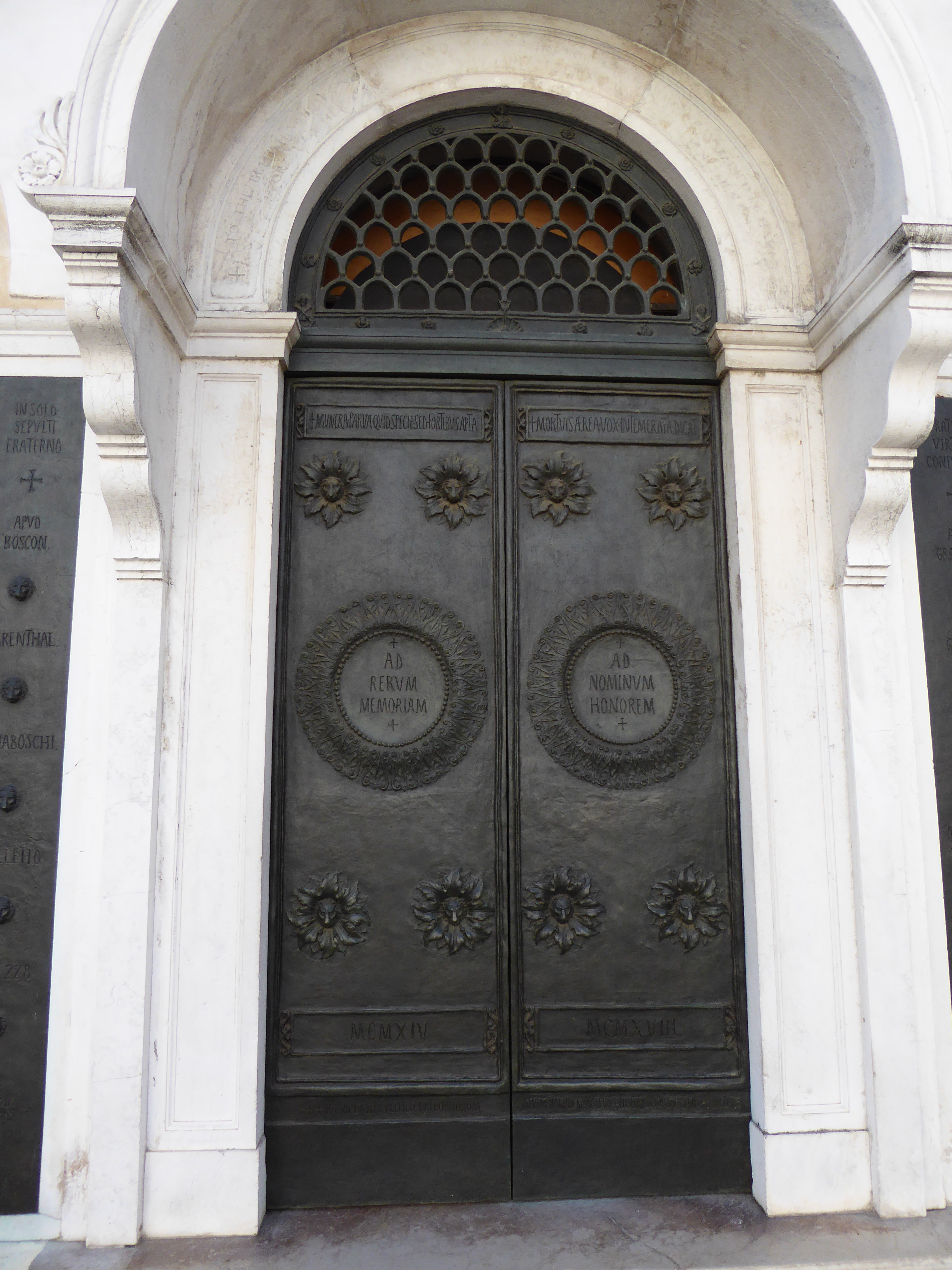
Врата двери англиканской церкви Святого Георгия

### Модернизм

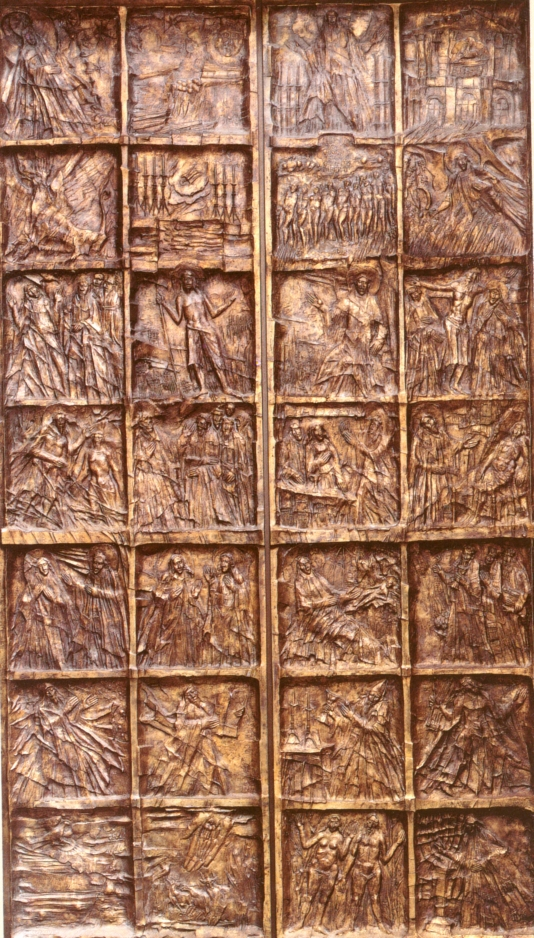
Новые врата Аугсбургского собора (2000), скульптор Макс Фаллер

В XX веке рельефы на храмовых дверях зачастую выполняются в экспрессионистической манере.
- Врата церкви Св. Куниберта в Кельне, скульптор Тони Зенц (фото)
- Врата церкви Св. Якоба в Гамбурге, скульптор Юрген Вебер (фото)
- Южные врата Кельнского собора, скульптор Эвальд Матаре (фото)
- Папская «Святая дверь» (1950, en), скульптор Вико Консорти, отлита художественной литейной мастерской Фердинандо Маринелли во Флоренции. Является самым северным входом в собор Святого Петра в Ватикане. Она символически заложена и открывается только в юбилейные годы.
- Дверь Собора Святого Петра, скульптор Джакомо Манцу.
- В 1950 году скульптор Джаннино Кастильоне создал дверь с изображением жития св. Амброзия для Базилики Сан-Амброджо в Милане (фото).
- Новые врата Аугсбургского собора (2000), скульптор Макс Фаллер
- Дверь собора Сан-Паоло-фуори-ле-Мура, скульптор Димитрий Хадзи[32]
- Двери собора Богоматери Ангелов, США[3]

### Бронзовые двери в светских зданиях
Поздняя традиция
- Двери Колумба, США
- Дверь Войны за независимость, США